# Bengtsfors
Bengtsfors est une localité de la commune de Bengtsfors, dont elle est le chef-lieu, dans le comté de Västra Götaland en Suède.
Sa population était de 3313 habitants en 2019.